# Katrín Ásbjörnsdóttir
Katrín Ásbjörnsdóttir (* 11. Dezember 1992) ist eine isländische Fußballspielerin.

## Karriere
Katrín gab am 9. Mai 2009 bei der 1:3-Heimniederlage gegen Valur Reykjavík im Alter von 16 Jahren und 149 Tagen ihr Debüt für KR Reykjavík in der Pepsi-deild kvenna, der obersten isländischen Spielklasse. Zwei Monate später, am 3. Juli 2009, erzielte sie bei der 1:4-Auswärtsniederlage gegen Valur ihren ersten Treffer. 2012 wechselte die Mittelfeldspielerin zu Þór/KA, einer Spielgemeinschaft der Vereine Þór Akureyri und KA Akureyri. Katrín kam in den Jahren 2009 bis 2013 zu 84 Einsätzen in der Pepsi-deild kvenna und erzielte dabei 28 Treffer. Þór/KA wurde 2012 isländischer Meister; im Oktober 2013 kam Katrín so zu zwei Einsätzen im Sechzehntelfinale der UEFA Women’s Champions League. Außerdem stand sie mit dem Verein 2013 im isländischen Pokalfinale, das gegen Breiðablik Kópavogur verloren wurde.
Am 22. September 2007 gab Katrín beim 3:0-Auswärtserfolg über die Ukraine ihr Debüt in der U-17-Nationalmannschaft, bis Oktober 2008 bestritt sie für die Mannschaft insgesamt elf Partien. Zwischen April 2009 und April 2011 kam die Isländerin in 15 Spielen der U-19-Nationalmannschaft zum Einsatz und war dabei fünfmal als Torschützin erfolgreich, in der U-23-Landesauswahl kam sie am 5. August 2012 beim 2:2-Unentschieden in Schottland zu ihrem einzigen Einsatz. Am 1. Juni 2013 debütierte Katrín bei der 2:3-Heimniederlage gegen Schottland, als sie in der 90. Minute für Hólmfríður Magnúsdóttir eingewechselt wurde. Zwar stand Katrín auch bei der Europameisterschaft 2013 in Schweden im Kader der Isländerinnen, doch kam sie bisher nur zu einem weiteren A-Nationalmannschaftseinsatz bei der 0:5-Niederlage gegen Deutschland beim Algarve-Cup 2014.

## Titel, Erfolge und Auszeichnungen
- Isländische Meisterin: 2012, 2016
- Isländische Pokalfinalistin: 2013

- EM-Viertelfinalistin: 2013 (ohne Einsatz)
- Algarve-Cup: 3. Platz (2014)